# Христо Кабакчиев
Христо Стефанов Кабакчиев е виден деец на българското и международното комунистическо движение, журналист и публицист, д-р на историческите науки. Народен представител.

## Биография
Христо Кабакчиев е роден на 2 януари 1878 г. в гр. Галац, Румъния. Завършва гимназия във Варна, където баща му Стефан Кабакчиев е член на Градския съвет. По време на обучението си, Христо Кабакчиев е приет за член на БРСДП. Заминава да следва медицина във Франция, но се прехвърля да учи право в Женева. Поради заболяване се завръща в България и завършва образованието си в Юридическия факултет на Софийския университет „Св. Климент Охридски“.
От 1904 г. работи като адвокат в столицата. От 1905 до 1923 г. без прекъсване е член на ЦК на БРСДП (т. с.), от 1910 г. е и редактор на партийния в. „Работнически вестник“. В множество публикации дава оценка на обстановката в страната, разяснява програмата и дейността на партията, критикува управляващите среди, популяризира призивите на международното комунистическо движение за мир и Балканска федеративна република. Изпратен е като делегат на БРСДП (т. с.) на Копенхагенския (1910) и Базелския (1912) конгрес на II Интернационал.
От 1914 до 1923 г. без прекъсване е избиран за народен представител. През 1915 година издава брошурата си „Империализмът на Балканите“, в която защитава тезата за необходимостта от създаване на Балканска федеративна република, която би разрешила Македонския въпрос, би дала възможност за независимост на малките балкански страни от големите капиталистически държави, което на практика облекчава съдбата на бедните и малоимотни класи.
Взема участие в работата на I конгрес на БКП (т. с.), на който е приета разработената от него програмна декларация на партията. Представител на БКП (т. с.) на II конгрес на Коминтерна (1920), където е избран за член на комисиите по национално-колониалния въпрос, по устава и по аграрния въпрос. През същата година присъства на конгреса на Независимата социалистическа партия в Германия, а след това – и на конгреса на Италианската социалистическа партия. На IV конгрес на Коминтерна (1922) изнася доклад за програмата на БКП, а на V конгрес (1924) е избран за член на Контролната комисия на Интернационала.
Като политически секретар на БКП участва активно в подготовката на Септемврийското въстание през 1923 г. Арестуван преди избухването му, Кабакчиев остава в затвора 2 г. и половина. През 1925 г. отново е изправен пред съда по процеса срещу ЦК на БКП. Осъден е на 12 и половина години затвор, но малко по-късно е освободен.
Емигрира във Виена, а след това в СССР. Там преподава история на БКП и марксизъм-ленинизъм в Международната ленинска школа и в Комунистическия университет за национални малцинства от Запада. През 1928 г. става член на ВКП (б). През 1935 започва работа като сътрудник в Института по история на АН на СССР. Ръководи творчески колектив, който подготвя и издава „Българска работническа партия (комунисти) в резолюции и решения 1891 – 1923“. Публикува „Спомени“ и „Димитър Благоев и партията на тесните социалисти“.
През 1938 година, по време на Голямата чистка, Кабакчиев е арестуван от съветската политическа полиция. Освободен е месеци по-късно, благодарение на застъпничеството на генералния секретар на Коминтерна Георги Димитров, но с тежки физически и психически травми.
Христо Кабакчиев умира на 6 октомври 1940 година, малко след освобождаването си от затвора.
Негов син е Август Кабакчиев.